# Su Renshan
Cette page explique l’histoire ou répertorie les différents membres de la famille  Su Renshan - sa Vie, son Œuvre.

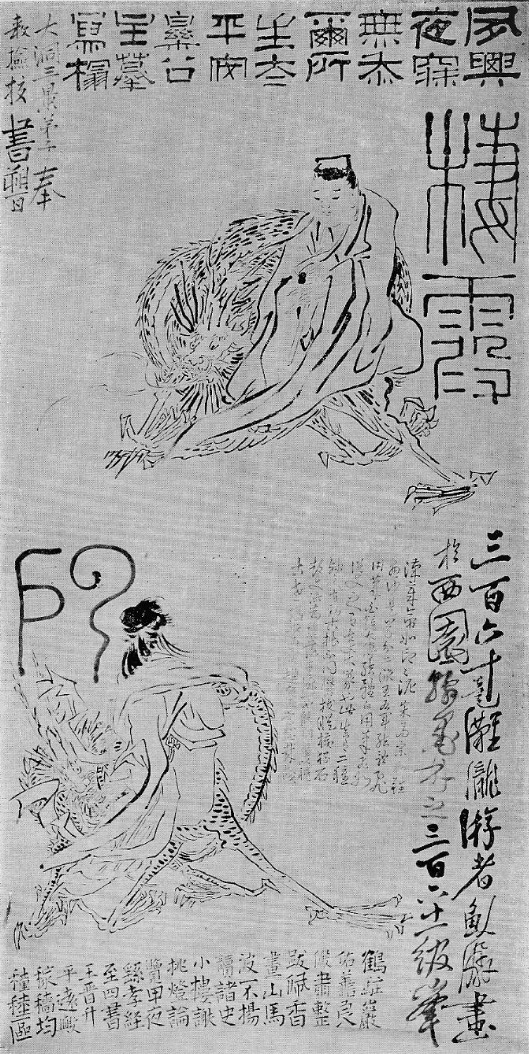
Figures et dragons 1848 par Su Renshan

Su Renshan ou Sou Jen-Chan ou Su Jēn-Shan (蘇仁山), surnom : Changchun (長春), noms de pinceau : Jingfu (靜甫), Qizu 七祖 Renshan, Changchun daoren, Lingnan Daojen, Shouzhuang (寿庄), Daiyue, Qixia (栖霞), Liuhuo et Aqing. Né en 1814, originaire de Xingtan, province du Guangdong, mort peut-être en 1849. XIXe siècle. Peintre chinois.

## Biographie classique

### La vie et l'œuvre de Su Renshan - Rebelle, Peintre et Fou? (1814-1849?)
Issu d'une famille de mandarins locaux, conservateurs et provinciaux, Su Renshan est initié aux grands classiques, à la calligraphie et à la peinture, et dès l'âge de seize ans, commence à préparer les examens de la carrière administrative. Il y échoue par deux fois, en 1832 et en 1835, et dès lors, décide de se consacrer à la peinture. La vie, pourtant bien obscure, et l'œuvre de cet artiste cantonais, qui se situe donc d'emblée à l'écart des grands courants académiques, nous sont connus grâce à l'étude, en tous points remarquable, de P. Ryckmans, à qui nous empruntons l'essentiel de nos remarques puisque nous lui devons la révélation de cette œuvre d'une saisissante originalité.
Génie solitaire, voguant à contre-courant des conventions de son âge, en vérité l'originalité et l'audace créatrice de son œuvre sont directement fonction de son isolement provincial et de sa relative ignorance des peintures classiques, et donc du moindre degré de pression auquel il se trouve soumis de la part de la tradition. Ce phénomène du «provincialisme», à une époque où les centres artistiques ploient sous le joug d'un académisme exsangue, est particulièrement bénéfique et s'accompagne de traits spécifiques, tels la crudité fruste, la spontanéité, l'invention, que l'on retrouve, au reste, dans différentes écoles isolées.
Su et ses semblables, incontestablement moins bien dotés techniquement que les académistes, ne s'en trouvent pas moins dans un état de liberté candide à partir duquel toutes les audaces créatrices sont possibles. La peinture traditionnelle cantonaise lui fournit ses premières bases techniques, mais c'est la gravure, son principal instrument de connaissance de la peinture ancienne par l'intermédiaire de manuels, qui joue un rôle décisif dans l'élaboration de son style personnel. Il s'intéresse très tôt, aux possibilités plastiques d'une peinture réduite au trait pur, où le graphisme se substitue aux valeurs tonales du lavis.

## Introduction sur le cas Su Renshan parP. Ryckmans
Qui est Su Renshan? Les spécialistes occidentaux de la peinture chinoise de même que les connaisseurs chinois à moins qu'ils ne soient originaires de la province du Guangdong, ignorent jusqu'à son nom. Tout comme  Su Renshan n'est mentionné dans nul ouvrage occidental de la peinture chinoise, les références sont également muettes à son égard, du côté chinois à l'exception du considérable index de Shang Chengzuo : Zhongguo lidai shu hua zhuanke jia zi hao suoyin 中国历代书画篆刻家字号索引  (Pékin, 1960), en précisant que cet auteur est cantonais.
Inconnu dans le reste de la Chine, Su Renshan souffre d'une relative méconnaissance  dans sa province: dans la version initiale de son panorama des peintres cantonais (Lingnan hua zheng lue) Wang Zhaoyong choisie délibérément d'ignorer Su Renshan. Est-il opportun d'exhumer et d'analyser en détail la personnalité et les œuvres d'un artiste provincial aussi obscur que Su Renshan. Pour justifier l'intérêt de cette entreprise, il suffit de jeter un coup d'œil sur ses peintures qui révèlent un art saisissant d'originalité et de qualité esthétique, exigeant la divulgation au-delà du cercle restreint de ses admirateurs locaux, pour enrichir le patrimoine de la peinture universelle.
À cette motivation esthétique s'ajoutent diverses raisons objectives: d'abord en ce qui concerne l'histoire de la peinture chinoise, un examen du "cas" Su Renshan peut nous aider à remettre en question certaines perspectives traditionnelles qui, jusqu'à présent, régissent et limitent étroitement l'approche des historiens et des critiques, en Chine et même en Occident. Ensuite d'un point de vue général, en ce qui concerne l'histoire socio-politique de la Chine méridionale au début du XIXe siècle, le phénomène Su Renshan peut constituer une pièce justificative  à verser au dossier des études consacrées à cette période de bouleversements qui prélude à la formation de la Chine moderne.
En ce qui concerne l'histoire de la peinture chinoise, le double phénomène et de l'œuvre exceptionnelle accomplie par un Su Renshan et de l'oubli presque total dans lequel il se trouve enseveli, nous ouvre un aperçu nouveau sur les conditions de la création picturale en Chine, et en même temps nous amène à mieux prendre conscience de certaines limites particulières de l'historiographie traditionnelle. Le style de Su Renshan, l'originalité et l'audace créatrices de sa peinture sont directement fonction de son isolement, de sa relative ignorance des œuvres classiques, et donc du moindre degré de pression auquel il se trouve soumis  de la part de la tradition.
Tandis que nous admirons les œuvres de Su Renshan, ne perdons pas de vue que c'est à une heureuse conjonction de circonstances, et au zèle fervent de deux ou trois collectionneurs éclairés, que nous devons aujourd'hui de pouvoir connaître un certain nombre de ses peintures (celles de ses œuvres qui subsistent encore, à peine un siècle après sa mort, ne représentent guère que le dixième de sa production totale) ainsi que quelques éléments d'information sur sa vie et sa personnalité.
Dans son cas précis, que ses pérégrinations ne mènent jamais au-delà de Guangdong Guangxi, qu'il ne réussit pas à trouver sa place dans la Gentry locale, et dont le comportement et la pensée sont une insulte à toutes les valeurs traditionnelles de l'élite confucéenne, la conspiration du silence s'exerce d'une façon particulièrement sévère et délibérée.
Comme signalé plus haut, le cas Su Renshan peut intéresser de façon plus large l'historien des phénomènes socio-politiques. L'écart entre le conservatisme statique de l'élite officielle et l'obscur dynamise  de la base, provoque une forte entrée dans l'histoire par le truchement d'un colossal bouleversement, d'une explosion de violence révolutionnaire qui ébranle les fondements de l'ordre social, politique et culturel.
Su Renshan vit à la veille d'une de ces crises (la révolte des Taiping), dans le climat st sur les lieux mêmes où elle trouve son ferment initial. Né la même année et dans la même province que Hong Xiuquan, appartenant au même milieu social, ayant reçu la même formation intellectuelle, ayant connu à ses débuts les mêmes expériences de vie, les mêmes frustrations et échecs, sa destinée présente avec celle du leader-prophète des Taiping des analogies qui ne relèvent  pas simplement du hasard.
L'un est l'autre sont habités de cette même impulsion révolutionnaire qui, durant la première moitié du XIXe siècle, se développe dans la Chine méridionale, chacun l'exprime selon son génie propre, Su par la création artistique, et Hong par l'action politique. La voie particulière choisie par Su, son isolement et sa mort prématurée l'empêchent d'exercer la moindre influence sur son entourage. Il est donc étroitement lié aux forces vives d'une époque et d'une région où s'amorce  la première phase de l'éveil de la Chine au monde moderne. À ce titre, son témoignage, tout limité qu'il soit, peut nous fournir sur cette période décisive de l'histoire chinoise, une perspective vivante dont l'intérêt n'est pas négligeable.

## Le milieu
Bien que la région de l'actuelle province de Guangdong soit mentionnée dans l'histoire dès une période reculée, il faut attendre la dynastie Ming pour la voir participer activement au concert général de la culture. Jusqu'au début de l'époque Ming, le Guangdong présente encore des étendues vierges et reste dans une certaine mesure une terre de pionniers, peuplée d'immigrants venus s'y installer par vagues à l'occasion de chacun des bouleversements politiques qui secouent la Chine centrale, et maintenu dans un état d'isolement jusqu'à la fin du XIXe siècle.
Cette population d'immigrants est bien entendu arrivée sans bagage de culture lettrée. Simultanément la lenteur des communications et les distances qui séparent le Guangdong de la capitale, l'affranchissent  relativement du contrôle du pouvoir central, d'où l'adage fameux étendu au Guangdong qui qualifie le Sichuan la première province de l'empire à se rebeller, la dernière à se laisser pacifier. Ainsi, lors de l'invasion Mandchous, le Guangdong peut continuer à opposer une résistance obstinée aux envahisseurs, alors que la Chine se trouve déjà occupée. Cette résistance opiniâtre est finalement noyée dans le sang.
Les sentiments anti-mandchous restent donc très vivaces. Ils trouvent leur première expression massive et organisée lors de l'insurrection des Taiping,  et nous verrons en ce qui concerne 'Su Renshan, que ces sentiments jouent un rôle important dans sa destinée. Canton n'est pas seulement un atterrage cosmopolite pour les navires marchands, mais aussi, depuis le début du XVIe siècle, le premier point de pénétration pour les missionnaires occidentaux et même après qu'une série de mesures sont prises dans l'intérieur de l'empire pour mettre fin à leurs activités, leur présence continue à se faire sentir à Canton où, en plus, débarquent au début du XIXe siècle, les premiers missionnaires protestants.
On sait comment la lecture d'un de leurs tracts de propagande joue dans la formation et l'expression de la pensée révolutionnaire de Hong Xiuquan un véritable rôle de catalyseur. En ce qui concerne Su Renshan, nous avons la preuve que lui aussi entend à Canton la prédication des missionnaires étrangers. Rien ne permet de conclure que cet enseignement exerce une influence quelconque sur sa pensée, mais il est certain que, dans l'ensemble, sa démarche intellectuelle et artistique bénéficie directement d'une certaine atmosphère propre au Guangdong, plus directement exposée à tous les stimulants nouveaux.

## Vie de Su Renshan
Le peu que nous savons de sa vie apparaît étrange et dramatique, et reste entouré de larges pans d'ombre qui incitent l'imagination à se donner libre carrière. La tâche à laquelle nous nous attelons ici est malheureusement d'un ordre beaucoup plus aride. Étant donné le mur de silence qui s'est formé autour de Su Renshan, des informations rares, tardives et souvent contradictoires. Certaines émanent de sources douteuses, beaucoup se fondent sur d'anonymes rumeurs transmises oralement. Cette présente étude consiste à rassembler, comparer et examiner de façon critique ces diverses informations. Dans cette myope progression, il ne faut surtout pas de vue le fait le plus important: la passion solitaire vécue par un homme que le génie de peindre consume comme une fièvre, fièvre dont quelques centaines d'œuvres préservent le graphique énigmatique.

### Question d'identité
D'entrée de jeu, une question élémentaire est la détermination exacte de son prénom. Pour la majorité des auteurs, son prénom est Changchun 長春, et Renshan  仁山, son surnom. À première vue, cette affirmation ne doit soulever nulle discussion;  elle est d'ailleurs étayée par plusieurs peintures de jeunesse signées Renshan Su Changchun 仁山蘇長春. De plus, une peinture exécutée à l'âge de quinze ans et dédiée à son père, est signée Su Changchun: suivant l'étiquette traditionnelle, il n'est pas concevable qu'un adolescent s'adresse à son père en se désignant lui-même autrement que par son prénom 名; l'emploi à cet endroit d'un surnom, est inconvenant.
Enfin, il y a l'évidence interne présentée par chacune des deux appellations: Changchun comporte une certaine redondance d'heureux auspice, un peu vulgaire, qu'on rencontre fréquemment dans les prénoms des classes moyennes et populaires, tandis que Renshan présente une connotation plus raffinée et littéraire, bien conforme à ce que l'on attend du surnom d'un lettré.
Pourtant, à l'encontre de toutes ces évidences, le Registre du Clan Su 註冊氏族肅 précise au contraire que Renshan est son prénom, et Changchun (orthographié cette fois 長春) son surnom de fantaisie. Le premier point est confirmé par un sceau personnel de l'artiste qui définit sans équivoque Renshan comme son prénom. La double autorité du registre clanique et d'un sceau personnel permet-elle cette fois de trancher définitivement la question? Pas sûr: le registre ne paraît pas être une source sûre (il se peut que sa notice sur Su Renshan ait été rédigée de façon tardive, et sur la base d'informations de seconde main); quant au sceau, le restant de son libellé comporte un élément de fantaisie, trahissant ce goût caractéristique de Su Renshan pour les rébus et les allusions ésotériques  (comme nom de famille, il donne non pas Su, mais Zhurong 祝融).

### Interprétations fantaisistes du nom et prénom
Su Renshan comme beaucoup d'autres peintres individualistes, fait usage d'un grand nombre de surnoms de fantaisie; certains se multiplient par homophonie, d'autres ne manquent pas d'humour, et peuvent refléter une orientation de pensée, ainsi le Septième Patriarche Renshan marque sur un mode burlesque une volonté de s'inscrire dans la ligne spirituelle de Huineng, le Soixante-treizième Saint-qui-regarde-vers-l'extérieur-par-dessus-le-mur-du-palais聖誰看起來向外越過人牆的宮殿  allusion aux soixante-douze disciples de Confucius manifeste à l'égard du confucianisme l'attitude ambiguë d'un disciple irrévérencieux: Changchun le Taoïste et le Taoïste du Lingnan indiquent des sympathies pour le taoïsme. Ou bien encore les surnoms Shouzhuang, Daiyue, Qixia, Liuhuo, Aqing. Zhurong Renshan (souvent rencontrés) restent inintelligibles): le sceau cité à la note 5 indique bien que Zhurong doit être entendu comme son nom de famille, mais en vertu de quelle connexion. À côté de ces nombreux surnoms, Su Renshan aime encore jouer de fantaisie graphiques ou homophoniques. Pour son nom de famille il emploie quelquefois des variantes archaïques.

## Schéma  autobiographique de Su Renshan
Su Renshan est originaire de Xingtan  杏壇, une petite bourgade de la préfecture de Shunde 順德縣 dans la province du Guangdong  廣東省. Le père de Su se prénomme Yinshou 鄞州 et son surnom de courtoisie est Yuanru. Il est employé à la préfecture de Nanhai 南海縣, limitrophe de Shunde, ou il s'occupe de l'administration des impôts. Il est lui-même un peintre amateur d'une certaine compétence. Su Yinshou appartient à cette classe de parasites qui gravitent à l'ombre des Yamen et réduit à une condition subalterne du fait de n'avoir pas passé les examens administratifs; mais à côté des mandarins peu nombreux, ces factotums indigènes réussissent à se rendre indispensables. Leur position privilégiée d'intermédiaires entre le mandarin et ses administrés, vaut à ces personnages un prestige et un pouvoir considérable.
Su Yinshou, à l'instar des gens de sa condition, cultive un large cercle de relations dans les milieux les plus divers, de manière à étendre et consolider son influence personnelle. Il lui est supposé un caractère arriviste et intrigant. Cet aspect de la personnalité de Su Yinshou semble avoir joué un rôle important dans les heurts de plus en plus violents qui se multiplient avec son fils Su Renshan qui, avec son tempérament excentrique, non seulement fait scandale dans son milieu, mais encore risque de contrecarrer les calculs de son père et de compromettre ses ambitions. Su Yinshou choisit finalement de sacrifier son fils pour sauvegarder sa propre position.
Dans ce conflit qui se termine de la façon la plus tragique pour Su Renshan, d'autres mobiles, d'ordre intime, peuvent animer le père, et l'examen de ces mobiles, fait entrevoir le caractère de Su Yanshu sous un angle encore plus équivoque. Il a au moins trois fils, Renshan est l'aîné. Le cadet qui s'appelle Jixiang 建旭, peint également. Le Registre du clan Su 注册氏族苏, met son talent de peintre sur pied d'égalité avec celui de Renshan, mais cette appréciation ne paraît en aucune manière justifiée. Son œuvre ne retient pas l'attention des connaisseurs et la seule peinture connue de lui est quelconque.

### Autobiographie originelle
Su Renshan est né en 1814. Cette date est déduite d'après un important colophon ou il se dit âgé de vingt-huit ans (vingt-sept en comptant à l'occidentale). 
Ce colophon, inscrit sur un Paysage à la manière de Wen Zhengming, se présente comme un véritable schéma d'autobiographie, et constitue une pièce essentielle dans cette information.

### Colophonautobiographique par Su Renshan
Su Renshan écrit: 
« 
J'imite ici un thème de Wen Zhengming. Depuis mon plus jeune âge je vis un véritable engouement pour la peinture. En grandissant j'apprends à admirer l'art élégant de ce maître, cependant que, pendant longtemps, je vis de mon pinceau:
À l'âge de un an, j'ai peur des chats et des chiens, et je suis fréquemment atteint de convulsions.

À deux ans, je me balance sur les genoux de ma mère; mon père me tond la tête. Ainsi pour la première fois, j'appends ce que sont l'honneur et la honte. N'étant même pas encore capable de parler, à plus forte raison j'ignore alors tout de la peinture.

À  trois ans, quand ma mère me dit de manger, je mange, mais sans un ordre exprès, quand bien même on m'offre de la nourriture, je refuse d'y toucher.

À  quatre ans, mon père m'enseigne le Classique des Trois Mots et à partir de cette époque, je commence à m'initier à la calligraphie, mais sans encore aborder la peinture.

À  cinq ou six ans, je me prend de passion pour la calligraphie, et je ne peux passer devant un mur ou une porte sans les couvrir de mes inscriptions.

À sept ou huit ans, je suis déjà capable de peindre des paysages, et je réussis à rédiger des colophons qui expriment fort bien le contenu de mes peintures.

À neuf ans, j'entre à l'école et suis mis sous la tutelle d'un maître qui m'enseigne les Classiques. Ces leçons ne me laissent plus le temps de peindre.

À dix ou onze ans, dans les intervalles de loisir que me laissent la répétition des leçons, je me remets à la peinture.

À douze ans, mes peintures me rendent célèbre dans tout le bourg.

À treize ans, ma renommée parvient jusqu'à tous les lettrés de la région.

À quatorze ans, je viens visiter Canton.

À Quinze ans, j'aime copier des peintures et pratiquer la calligraphie dans le style de chancellerie des Han.

À seize ans, je commence à préparer les examens de la carrière administrative.

À dix-sept ans, je me prends d'engouement pour la poésie.

À dix-huit ans, je me passionne pour la philosophie néo-confucéenne.

À dix-neuf ans, je me présente à l'examen provincial de la carrière administrative, et j'échoue.

À vingt ans, je me plonge dans l'étude des dissertations politiques. 

À vingt et un ans, je me place sous la guidance d'un maître et m'applique à l'étude du rituel moderne.

À vingt-deux ans, je me représente aux examens et j'échoue une nouvelle fois.

À vingt-trois ans, je prends la résolution de renoncer définitivement aux examens, et la passion pour la peinture me reprend.

À vingt-quatre ans, je me rends à Cangwu.

À vingt-cinq ans, je visite les grottes de Guilin.

À vingt-sept ans, je m'apprête au mariage.

- J'ai maintenant vingt-huit ans et je me repens des nombreux errements que j'ai commis en paroles et en actions. 

- Dont acte, le 12e jour du 10e mois, en l'hiver de l'année xinchou, la 21e du règne Daoguang (1841), peint à Canton par Su Renshan, de Shunde.

 »
Sur une autre peinture, datant de l'année suivante, Su répète ces indications autobiographiques, mais dans une forme beaucoup plus succincte, et avec moins de rigueur chronologique.

## Commentaires et développements
Ces informations autobiographiques appellent certains commentaires et développements.
Notons tout d'abord ces "convulsions" dont Su Renshan dit être affecté dans son enfance: le terme employé (癫痫)  peut désigner l'épilepsie. Il semble avoir souffert ultérieurement d'un déséquilibre nerveux, et peut-être même de dérèglement mental. En l'absence d'indications plus précises, il est difficile de caractériser exactement cet état. Aux yeux des contemporains, il fait figure d'"excentrique" et puis de "fou", mais dans pareils jugements interviennent plusieurs éléments qu'il est difficile de démêler.
Il y a d'abord la part du stéréotype: en Chine, dans l'histoire littéraire et artistique, il convient que certaines productions, d'une nature plus individualiste, sont le fait '"originaux", d'"excentriques" ou de "fous". Ces divers termes présentent une connotation élogieuse, et qualifient une forme de sensibilité exempte de banalité et de vulgarité. Pour mériter pareille qualification, il arrive souvent que des peintres et des lettrés soignant par avance leur biographie, s'appliquent conventionnellement à faire étalage de diverses bizarreries de comportement. Dans le cas de Su Renshan, pareille motivation ne semble pas être intervenue, mais cette convention biographique peut avoir joué chez les chroniqueurs et les critiques qui ont pu affabuler à son propos en composant des anecdotes pittoresques pour qu'elles le soient vraiment.
Un second facteur peut avoir amené les contemporains de Su Renshan à le prendre pour un "fou": la manifestation révolutionnaire d'un tempérament de génie dans le milieu assoupi et conservateur d'un village de province, doit tout naturellement être source d'ahurissement et de scandale. Plus grave encore: les positions politiques audacieuses qu'il adopte, risquent d'attirer la catastrophe non seulement sur lui-même, mais sur l'ensemble de sa famille et de son clan. À cet égard, la réputation de folie qu'on lui crée peut servir commodément de manteau pour couvrir son crime de rébellion. À côté de cela, certains de ses traits de comportement, dénotent une psychologie anormale (manie obsessionnelle de la propreté, répulsion à l'égard de la femme), et l'incohérence totale des inscriptions de ses dernières peintures paraît bien être l'effet d'un réel désordre mental.
Son autobiographie paraît conforme aux normes de son époque et de son milieu. Ce qui le tire du commun, c'est son goût précoce pour la peinture et la calligraphie.Ses dons de peintre dès l'enfance ne sont pas exagérés, ses œuvres d'adolescent témoignent d'une maturité et d'une technique que bien des artistes expérimentés peuvent lui envier. Il existe une anecdote qui fait état de cette précocité: à l'âge de six ans, il se rend avec sa mère chez sa grand-mère maternelle pour assister à un mariage; au moment du souper, on s'aperçoit qu'il a disparu. On le cherche partout et on le trouve perché sur le faîte du toit, contemplant la lune. Le lendemain, rentré chez lui, il exécute une peinture intitulée En contemplant la lune. Le fait que son père pratique la peinture n'a aucun effet sur lui, sa formation semble être essentiellement celle d'un autodidacte.

## Ambition traditionnelle
Dès l'âge de seize ans, il prépare ses examens de la carrière administrative. C'est là la grande affaire et le souci exclusif des chinois éduqués. L'enjeu est d'importance, le seul fait de réussir les examens peut transformer du jour au lendemain un cuistre famélique et obscur en un personnage influent et prospère. Pour une famille, un clan, voire une bourgade entière, l'accession d'un de ses fils à la qualité de mandarin apporte non seulement la gloire, mais aussi et surtout un ensemble considérable d'avantages pratiques. 'Su échoue par deux fois à ces examens: une première fois à l'âge de dix-neuf ans (1832) et une seconde fois à l'âge de vingt-deux ans (1835). À la suite de ce second échec, il renonce aux ambitions mandarinales, pour se consacrer à la peinture.
Ce double échecs semble avoir marqué un tournant décisif dans sa vie. Non seulement il se rend à sa vocation de peintre mais plus fondamentalement, c'est le point de départ du divorce avec le monde qui l'entoure. Ce divorce qui va croissant avec les années, aboutit chez lui à une révolte contre l'ordre social et politique de l'époque. Cette révolte se traduit d'une part par un non-conformisme agressif et des excentricités diverses dans son comportement social, et d'autre part par la manifestation d'opinions séditieuses à l'endroit du pouvoir mandchou. Cette attitude de rébellion le condamne à la solitude et le met en conflit direct avec sa famille. Finalement c'est son propre père, représentant par excellence de cette autorité traditionnelle qu'il a désespérément tenté de défier, qui mate sa révolte et vient assurer la victoire de l'ordre. La mort de Su Renshan en prison, laisse son œuvre pourrir dans les oubliettes de l'histoire.

## Destinées croisées
Un illustre exemple historique laisse entrevoir le type de crise psychologique vécu par Su Renshan à la suite de ses échecs aux examens. Il s'agit de l'échec essuyé aux examens de 1843 par Hong Xiuquan, alors futur prophète et leader de l'insurrection des taiping. La destinée de Hong et celle de Su présentent une série de similarités frappantes. Nés la même année, dans la même province, appartenant tous deux à cette classe ambitieuse, remuante et frustrée d'intellectuels-autodidactes de village, dans les rangs desquels se recrutent d'âge en âge la plupart des rebelles et meneurs révolutionnaires de Chine. Leur condition et leur prestige de lettrés leur confèrent un ascendant naturel sur leur entourage paysan.
Hong Xiuquan qui s'est lui-même improvisé "Roi Céleste" manque de peu de réussir à renverser la dynastie mandchoue et à s'emparer de la Chine entière. Mais finalement il meurt dans sa capitale le 1er juin 1864 quelques semaines avant la chute de celle-ci, et il n'est plus guère qu'une épave démente ayant perdu tout contrôle sur la réalité.
Su Renshan, disparu bien avant le soulèvement initial des Taiping, meurt fou en prison, semble-t-il. Il n'a pas eu l'occasion d'entendre l'appel de Hong Xiuquan auquel il aurait sans doute répondu positivement d'après son propre état de profonde révolte. Les sentiments qui l'animent durant ces années de retraite et d'errance qui suivent son échec aux examens, ne se limitent pas à l'amertume subjective d'un candidat malchanceux, en réalité, la fin de non-recevoir qu'il oppose à l'ordre politique et social de l'époque s'accompagne d'une conscience aiguë du drame national. Loin de s'enfermer dans l'individualisme d'une création artistique, il médite sur l'état de décadence dans lequel le despotisme mandchou, allié à la l'opportunisme de la classe mandarinale, plonge la Chine, et il rêve d'engager ses forces dans quelque action historique pour assurer la rénovation de sa patrie.
Une très importante inscription qu'il trace sur une peinture datée de 1842 (à l'âge de vingt-neuf ans) jette une lumière décisive sur son état d'esprit:

« ... Mon cœur est plein d'indignation ; je rêve de déployer l'élan héroïque d'un redresseur de torts. Pourquoi mon entreprise ne réussit-elle pas? Mais je crains d'offenser mes parents. La rage au cœur je m'adonne à mon art futile. Jour et nuit je me tourmente sans repos: c'est à ma patrie que tout entier j'appartiens, et voici que, devant ses malheurs, je reste réduit à l'état de spectateur,. »

## Mariage et Tradition
En 1840, âgé de vingt-sept ans, il se marie.  De curieuse questions se posent au sujet de ce mariage. Dans le Registre du Clan Su, on lit cette phrase singulière: «son épouse ne franchit pas le seuil de sa maison, et le mariage n'est pas consommé, en sorte qu'il n'a pas de descendance».
Selon toute vraisemblance, ce comportement de l'épouse auquel le Registre fait allusion, peut être rattaché à une coutume particulière, observée par certaines femmes du Guangdong, et tout spécialement répandue dans la préfecture de Shunde. Dans cette région, de très jeunes filles peuvent se lier entre elles par un "serment de sororité" 結拜姐妹. Elles s'établissent en petites communautés autonomes qui pratiquent généralement l'élevage du ver à soie pour assurer leur indépendance matérielle.
Deux versions sont proposées: au cas où la jeune fille se voit choisir un mari par sa famille, elle fait par avance vœu de ne jamais cohabiter avec lui et elle se refuse de manière absolue à avoir jamais aucun rapport conjugal. Selon l'autre version, le vœu implique seulement un refus de cohabitation permanente avec l'époux: après la nuit de noces, la nouvelle mariée s'en retourne vivre avec ses "sœurs", se contentant, chaque année, au moment des fêtes du Nouvel An, de revenir faire un court séjour sous le toit conjugal. Ce système de visites annuelles se poursuit jusqu'au jour où la femme vient à se trouver enceinte. À partir de ce moment, elle s'installe définitivement chez son mari,.
La phrase laconique du Registre du Clan Su semble impliquer que la femme de Su fait vœu de chasteté absolue. Une autre source par contre fait allusion au séjour rituel qu'elle fait chez son mari chaque année, mais ce dernier s'esquive avant l'arrivée de sa femme pour revenir une fois celle-ci, repartie. C'est donc Su lui-même qui est responsable de la non consommation du mariage. Il a une telle horreur de tout contact, même indirect, avec sa femme, qu'il refuse de coucher dans le lit où elle a dormi avant que la literie soit désinfectée. Plusieurs auteurs prétendent qu'il n'a jamais eu de relation avec sa femme.

## Sa période d'errance
On ne sait pas grand-chose de l'activité de Su Renshan entre la date de son second échec (1835) et celle de son mariage (1840). La première autobiographie parle d'un voyage à Cangwu (c'est-à-dire Wuzhou  梧州, au Guangxi) effectué à l'âge de vingt-quatre ans (1837) et d'une visite aux grottes de Guillin l'année suivante. On ignore s'il s'agit de deux voyages successifs ou bien s'il y réside ces deux années (1837-1838). Depuis son renoncement à la vie publique, Su Renshan n'est plus tenu par aucune ambition mondaine, et semble mener une existence vagabonde affranchie des conventions sociales.
Il habite un temps à Daliang 大良, une importante agglomération de Shunde, puis fait un long séjour à Foshan  佛山 (préfecture de Nanhai, et probablement de fréquents séjour à Canton (l'inscription autobiographique de 1841 est datée de cette ville). De quoi vit-il? Jen You-wen croit pouvoir affirmer qu'il gagne sa vie en faisant le maître d'école; l'enseignement constitue un débouché courant pour les candidats malchanceux à la carrière administrative. Il ne subsiste aucune preuve pour confirmer cette hypothèse, Jen You-wen se base sur trois expressions employées par Su Renshan lui-même pour qualifier son activité qui est: «vivre de son pinceau» pour qualifier: occupations intellectuelles, artistiques et littéraires.. Dans le cas de Su il s'agit vraisemblablement de la peinture.
En principe l'éthique des peintres lettrés leur interdit de monnayer leurs œuvres, sous peine de déchoir au niveau des artisans. Cependant, rien n'interdit à un peintre d'accepter les cadeaux d'un amateur. Les peintures de Su semblent avoir joui d'une popularité certaine dans sa région: il paraît que ses œuvres sont accrochées dans toutes les maisons de thé de Shunde. Cette notoriété est sans doute moins due à une appréciation réelle de ses mérites artistiques qu'à une situation folklorique d'excentrique du district.

## Inventaire relationnel
Bien que la plupart des auteurs insistent sur l'indépendance farouche de son caractère, il semble que, malgré son humeur fantasque et sauvage, il jouit de l'appui et de l'estime de plusieurs notables de la région. Il fait par exemple un long séjour chez Liang Jiutu à Foshan. Long Yuanfen un lettré influent de Shunde, lui témoigne également amitié et considération. Un membre du clan Wen 温, l'un des clans les plus prestigieux de Shunde, recherche avidemment ses peintures. Comme son père est employé dans l'administration de la préfecture de Nanhai, découlent des connexions permettant à un homme de vivre aux crochets de ses parents et relations, sans la nécessité de rechercher un emploi.

## Mode de vie
Mais ceci constitue une existence précaire, surtout pour un caractérielle comme Su Renshan. Une de ses inscriptions écrites à l'âge de vingt-neuf ans en 1842 trahit une grande détresse: «ma mère crie de froid, ma femme gémit de faim, je suis dans la même position que Han Yu. Mais lui, s'est tiré de cette situation, tandis que moi j'y reste rivé, il a un poste stable, tandis que moi je suis sans installation définitive». Cette inscription paraît bizarre puisqu'il semble de Su ne cohabite pas avec sa femme et comment son mode de vie particulier peut influer sur la situation matérielle de sa mère, mais toutes les sources confirment que Su mène une existence précaire et frugale.
Les descriptions traditionnelles, le montrent vêtu comme un paysan, de haillons cent fois rapetassés, mais que, avec sa manie de la propreté, il les porte toujours lessivés de frais. Strictement végétarien, il se nourrit au hasard et se contente de peu: «... hirsute et guenilleux, il s'amène à l'improviste chez l'un ou l'autre parent au milieu du repas, picore trois ou quatre bouchées dans un plat et se déclare rassasié, ou bien quelques fruits cueillis dans un verger lui tient lieu de repas. On ne lui connait qu'une seule gourmandise qui a des proportions légendaires puisque tous les auteurs jugent nécessaire d'en parler: il a une passion pour les oignons marinés au gingembre.
Son aspect est austère: il est "jaune et émacié comme un vieux moine", taciturne, il ne sourit jamais. Grand liseur, il reste des journées entières plongé dans la lecture; il n'ouvre la bouche que si on lui adresse la parole, ou se contente de promener un regard vide sur son interlocuteur, en conservant un mutisme stupide. Cette attitude absente doit en réalité être un effet de son exceptionnelle faculté de concentration intérieure. Diverses anecdotes témoignent de cette capacité qu'il a de s'abstraire entièrement de la réalité environnante comme de rester impassible alors qu'un formidable orage éclate semant l'épouvante dans la maisonnée, ou encore, passer une nuit entière, assis au bord d'un fossé, contemplant la lumière des éclairs d'un orage mêlée de vapeur marine, à combiner la composition d'un paysage.

## Ses rapports équivoques avec le monde
Pareil comportement ne lui facilite pas les rapports sociaux. Il réduit ceux-ci au maximum, évitant les milieux officiels, et ne descend que rarement en ville. Sans être arrogant, il témoigne dans ses relations avec autrui d'une intransigeance propre aux solitaires, alors qu'il est d'une grande affabilité avec les humbles. Détail remarquable, sur une de ses peintures, il prend la peine de mentionner le nom de l'artisan qui effectue le montage "ce trait, selon l'auteur, est sans précédent dans les annales de la peinture chinoise. De façon générale, ses peintures ne comportent que rarement de dédicace: sur plus de trois-cents œuvres analysées, une douzaine de noms de donataires sont relevés, et dans aucun cas, il ne s'agit de personnages connus ou influents. Ceci atteste de son manque d'ambition mondaines, et du caractère essentiellement autonome de son activité picturale, il peint pour lui-même.
Les seules fréquentations auxquelles il se plait, sont celles de quelques vieux moines (le bouddhisme tient une grande place dans sa pensée et inspire nombre de ses peintures). À l'époque où il habite à Daliang, il fait de fréquentes visites aux ermitages de Huimu et de Ehu鵝湖. Su Renshan a un profond amour pour la nature, il aime à errer seul dans la campagne sauvage qui s'étend à l'est de Daliang. Emportant quelques provisions, il part parfois pour plusieurs jours, bivouaquant au hasard des collines et des forêts. Dans une inscription, il se plaint de son isolement moral: «les gens prétendent que je m'amuse à tourner le monde en dérision, mais comment peuvent-ils me comprendre? Je n'ai pas un seul véritable ami, mes uniques fréquentations sont les personnages de l'Antiquité».
Mais son entourage doit certes avoir de bonnes raisons de croire qu'il "s'amuse à tourner le monde en dérision". Plusieurs récits attestent de ces excentricités. Invité au mariage du fils de Long Yuanfen, Su Renshan se présente accoutré d'une tunique rapiécée et équipé à la façon paysanne d'une cape d'herbe et d'un chapeau de paille. Le portier veut lui refuser l'entrée, mais le maître de céans l'apercevant, le fait aussitôt installer à la place d'honneur. Su accepte cet hommage sans se faire prier, et s'installe sans même accorder un regard aux autres invités. Dans une autre anecdote, il pousse encore plus loin le mépris des conventions: un notable de Longshan, qui apprécie vivement ses peintures, désire en posséder. À cette fin, il lui dépêche plusieurs envoyés chargés d'or, mais Su refuse leurs offres et les congédie en leur riant au nez. Plus tard cependant, il se présente à la porte du notable vêtu de guenilles comme à son ordinaire. Il entre et se rend tout droit dans les appartements privés du maître de maison, avise un sofa et s'y installe. Il y passe toute la journée étendu là sans ouvrir la bouche. Dans la soirée, voyant la table dressée pour un banquet, il va lui-même s'installer à la place d'honneur, sans se présenter ni au maître de maison ni à ses invités. Il jette son dévolu sur un plat de légume, dédaignant la viande.
Commençant à soupçonner son identité, l'hôte fait apporter une assiette d'oignons marinés au gingembre. Su se précipite dessus et l'avale en vidant force rasades de vin. À ce trait, tout le monde le reconnaît. On fait aussitôt préparer encre, pinceaux et papier, que l'on dispose à son côté. Son repas terminé, Su empoigne un pinceau et se met à peindre avec ardeur, mais chaque fois qu'il termine une peinture, il la déchire avant d'attaquer la suivante. Ce manège se poursuit plusieurs jours jusqu'à ce que touché par la patience et la gentillesse de son hôte, il se résout enfin à lui exécuter une dizaine d'œuvres, ajoutant sur chacune une dédicace de reconnaissance.

## Anecdoteetcontroverse
Cette dernière anecdote est quelque peu romancée pour retenir quelques indications générales, à savoir : que Su Renshan a un comportement excentrique qui frappe l'imagination de ses contemporains, qu'il jouit dans sa région d'une notoriété certaine, et que sa peinture retient déjà l'attention de certains amateurs influents. Pour le reste, il est peu concevable qu'une personnalité influente puisse offrir des sommes considérables et se soumettre à d'humiliantes épreuves dans le but d'obtenir quelques peintures d'un jeune artiste local. Sauf lorsqu'il s'agit de peintres occupant une position sociale ou politique éminente et dont le talent est consacré par l'intelligentsia du pays entier, les œuvres de peintres vivants n'atteignent jamais de prix élevés. D'autre part, que n'est-il pas capable de faire, un amateur d'art, pour obtenir l'objet de son désir.
Prise comme fable, cette anecdote illustre bien les méthodes des historiens traditionnels chinois de la peinture à cette époque. Ils disposent d'un large fonds d'«anecdotes et de portraits-robots», pour combler les lacunes lorsqu'ils sont à court d'informations sur un artiste. Ils sélectionnent dans ce fonds de traits typiques plus ou moins adaptés à ce que suggère l'œuvre du peintre en question. Lorsqu'il est dit que Su Renshan commence par refuser l'argent qu'on lui propose, c'est un lieu-commun classique que l'on retrouve dans un grand nombre de biographies d'artistes.
Toute étude historique, en particulier celle de la peinture, doit tenir compte de cette propension particulière de l'esprit chinois à saisir et traduire l'histoire en termes d'archétypes exemplaires, lesquels sont d'autant plus trompeurs qu'ils cachent leur véritable nature, conventionnelle et abstraite, sous les apparences d'une information concrète, précise et vivante. Ces archétypes exercent une emprise si vive sur l'esprit des lettrés, que ces derniers s'appliquent souvent à les calquer dans leur comportement réel,.

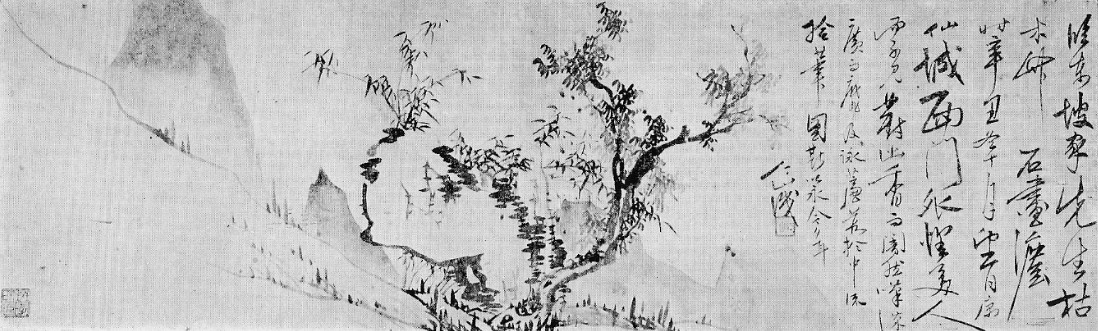
Arbre et paysage à la manière de Su Dongpo

## Péripled'un peintre errant
Deux inscriptions de peintures attestent qu'en 1841 Su Renshan, alors âgé de vingt-huit ans, se trouve à Canton. Ensuite, la succession des inscriptions qui indiquent simultanément et la date et le lieu de l'exécution, se présente ainsi : 1843, à Cangwu (c'est-à-dire Wuzhou au Guanxi), 1847, à Cangwu, 1849, au Yamen de Shunde cette dernière inscription se trouve sur l'ultime peinture datée de Su. Quelques évènements saillants de sa vie sont connus, mais sans référence chronologique : son long séjour à Foshan chez Liang Jiutu, sa brouille avec ses parents, son séjour en prison, au Yamen de Shunde.
Il est possible maintenant de redistribuer ces informations éparses dans une succession chronologique:
- Le séjour chez Liang à Foshan, se situe vraisemblablement vers 1839-1840, soit entre son retour de Guilin et son mariage (?)
- La brouille avec ses parents dans une première phase aiguë en 1841-1842, trois inscriptions semblent en fournir les indices[n 39].
- À partir des trois dernières inscriptions qui sont à la fois datées et localisées (c'est-à-dire : 1843-Cangwu, 1847-Cangwu, 1849-Yamen de Shunde), on peut reconstruire par hypothèse les ultimes étapes de son existence; à la suite de ses démêlés familiaux de 1841-42, l'atmosphère de son milieu, devenue irrespirable, il prend le large et regagne le Guanxi où précédemment il a déjà une fois, cherché refuge[26].
- Il y séjourne de façon plus ou moins continue de 1843 à 1847, prenant Cangwu comme port d'attache.
- Vers 1848 (?), il retourne à Shunde, son pays d'origine; cette reprise de contact avec les siens s'avère catastrophique, l'ancien conflit se réveille, peut-être à l'occasion d'un incident spécifique ; à l'initiative de son père, Su est finalement emprisonné au Yamen de Shunde; il y passe l'année 1849 et il meurt en (prison ?) vers la fin de cette année-là, ou dans le courant de la suivante, âgé de trente-cinq ou trente-six ans (en comptant à l'occidentale)[26].

## Histoire d'un emprisonnement fatal
En ce qui concerne l'emprisonnement de Su Renshan, les diverses informations  concordent sur une certitude : à savoir, qu'il est arrêté sur une dénonciation de son père, lequel l'accuse d'"impiété filiale" 不孝不虔诚 ou de "rébellion contre l'ordre familial". À quoi peut correspondre cette accusation? Pour quelle raison le père a-t-il recours à une mesure aussi extrême? Sur ce point, plusieurs suggestions divergentes et diverses explications sont avancées comme celle qui peut paraître  vraisemblable :
- Un mandarin local, peut-être le préfet de Shunde selon certains, qui souhaite obtenir une peinture de Su, offre une somme considérable à son père. Mais Su refuse obstinément d'exécuter cette commande. Son père, craignant la vindicte du mandarin, s'emporte contre son fils et le fait emprisonner. L'exposé le plus détaillé de cette version est donné par Chen Tieer[n 40]; selon ce dernier, le père de Su ayant perdu au jeu les deux tiers de la somme avancée par le mandarin et ne pouvant ni la restituer ni satisfaire la commande, détourne l'orage qui s'amasse sur sa tête, en livrant son fils au mandarin[27]. Selon une autre version également par Chen Tieer, le préfet de Shunde voulant que Su Renshan exécute une peinture ayant pour sujet "la promotion du mandarin" (!), et pour s'assurer la docilité de l'artiste, fait mettre son père en détention jusqu'à la livraison de la peinture. Su refuse de se soumettre à ce chantage. Son père, outré de son indifférence, parlemente avec le préfet et, moyennant sa propre liberté, offre de lui livrer son fils sous une fausse accusation d'impiété filiale : le préfet ayant ainsi le peintre à sa merci peut alors commodément lui faire exécuter la peinture requise[n 41],[28].
- Li Fanfu rapporte un récit analogue mais le situant à une époque différente. Enfin, Su Ruohu, la plus ancienne et la plus sérieuse des sources, donne de toute cette affaire une version plus laconique, qui est sans doute plus proche de la vérité: «... le père de Su a des relations assez composites et, pour le compte de ses amis, presse constamment son fils de peindre pour eux. Ou les délais de livraison ne sont pas respectés ou bien pas du tout pris en compte, u renshan est accusé d'impiété filiale et jeté en prison où il reste sans jamais obtenir sa libération[n 42],[28].

Il est à noter que le témoignage le plus ancien et le mieux informé (Su Ruohu, né en 1856, originaire lui aussi de Shunde, est l'un des premiers et rares amateurs locaux qui s'intéressent à l'œuvre de Su renshan après la mort de celui-ci) est aussi le plus concis et le plus abstrait. En conclusion:
- Le père de Su, en bon factotum de Yamen, est probablement un personnage opportuniste et flagorneur, avide de se ménager des relations utiles parmi les notables de la région en tirant avantage des dons artistiques de son fils.  L'indifférence de ce dernier à l'égard des ambitions mondaines et sa désinvolture, contrecarrent  les desseins de son père à la grande irritation de celui-ci[29].

Quelques auteurs prétendent que son père le fait enfermer pour démence. Su Renshan est-il finalement fou? L'incohérence presque totale de ses dernières inscriptions peut le faire supposer. Certaines peintures, (quelques-unes comptent d'ailleurs parmi ses chefs-d'œuvre) paraissent parfois au bord de cette sorte de déliquescence formelle qui, selon les aliénistes, caractérise l'expression artistique des schizophrènes. La graphie de certaines inscriptions peut fournir des indices aux spécialistes.
Sur sa toute dernière peinture datée (Paysage imité de Li Sixun, 1849, voir inventaire 27, planche 53), l'inscription est incohérente, mais elle est couchée dans une écriture limpide et ferme, et le paysage lui-même, exécuté entièrement au trait pur, est organisé avec une logique claire et rigoureuse. Un album daté 1849 (voir inventaire 32-57, planches 54-57) présente alternativement des pages d'une admirable rigueur, dans un style purement linéaire. Mais finalement, quoi qu'il soit de son état mental, on voit difficilement comment sa folie à elle seule peut motiver l'adoption d'une mesure pénale.

## Peintre rebelle? - Une pensée politique!
Su Renshan est-il un rebelle, au sens politique du mot? Il est difficile de répondre à cette question; comme unique source dans ce domaine, il n'y a que ses propres inscriptions de peintures; à partir de ces textes disparates, discontinus et souvent obscurs, il est artificiel et vain de déduire un réponse cohérente. Su Renshan lui-même est sollicité par diverses curiosités, mais la mort met un terme en plein milieu de ses expériences intellectuelles et artistiques bien avant qu'il puisse atteindre la pleine maturité de son génie. Une certitude toutefois, la politique semble constituer pour lui une préoccupation majeure en voyant l'état d'humiliation  de décadence et de corruption dans lequel s'enfonce la Chine sous le joug d'une dynastie étrangère.
On remarque d'ailleurs dans l'ensemble de son œuvre, l'obsédante récurrence d'inscriptions traitant de philosophie politique; pareille attitude est exceptionnelle dans la peinture chinoise, et chez lui le plus singulier est que ces inscriptions ne représentent généralement aucune relation avec les peintures sur lesquelles elles sont tracées. Maintenant jusqu'à quel point la pensée politique de Su revêt-elle d'un caractère séditieux, de nature à lui aliéner son entourage? Les preuves matérielles de son engagement anti-mandchou font presque entièrement défaut, à part la présence dans une inscription (Personnage à cheval Inventaire 112), de l'expression "Manqing" pour désigner la dynastie mandchoue (ce terme est d'une désinvolture insolente). Selon l'enquête d'un auteur (He Juefu)  dans cette région, aucune mention n'est faite sur une quelconque activité rebelle,.

## Su Renshan homme de culture

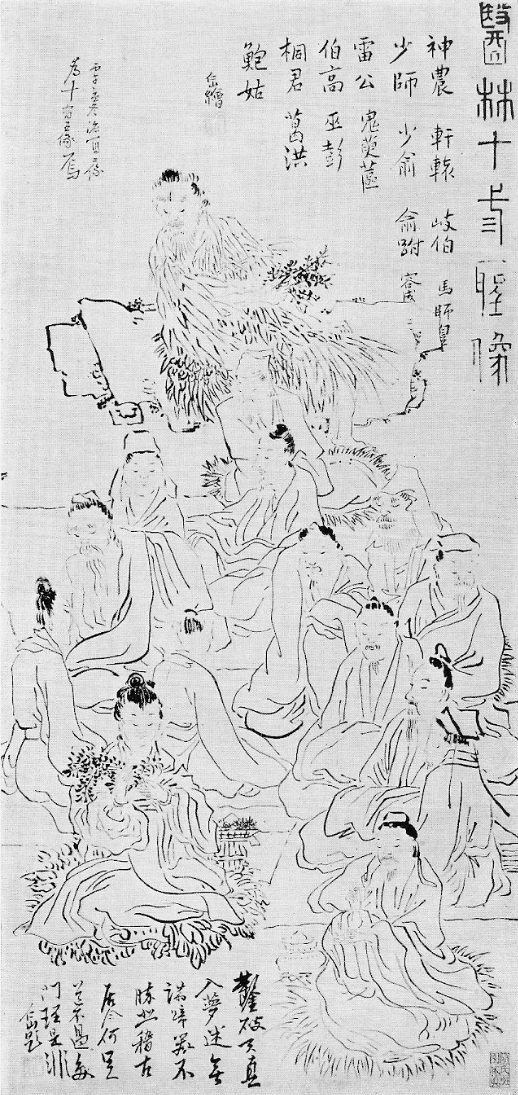
Les Treize Saints de la Médecine, 1846 par Su Renshan

De l'ensemble de ses inscriptions, il se dégage qu'il a une vaste et étonnante culture. Partiellement marqué par les années qu'il emploie à préparer ses examens (certaines longues inscriptions de peintures sont composées à la manière de ces "dissertations politiques" dont la forme, inspirée principalement des essayistes Song, est redevenue matière d'examen sous les Qing), ses curiosités intellectuelles débordent largement la sphère des examens mandarinaux. L'ordre politique de l'époque lui inspire amertume et dégoût; il cultive la nostalgie d'un âge d'or préexistant à l'histoire, utopie paysanne et patriarcale. Dans la société il valorise le rôle des médecins dont la science est porteuse de vie, tandis que celle des mandarins confucéens, complices du pouvoir, est génératrice de souffrance pour le peuple,.
D'un autre côté, il s'intéresse au bouddhisme qui lui inspire nombre de peintures (au point que, précédemment, certains critiques qui ignorent les aspects multiformes de sa production, le classent sommairement comme un ""peintre de figures bouddhiques"). Et enfin, comme l'atteste une inscription sur éventail, le hasard ou la curiosité l'amènent un jour à écouter les prédications des missionnaires chrétiens occidentaux, ce qui l'oriente vers une liberté d'esprit, et sans se laisser brider par les règles conventionnelles de décence et de componction, avec cet exemple donné dans une longue inscription tracée sur un paysage qu'il semble destiner au mariage d'un cousin: il y ramène les saints enseignements des Classiques à une théorie de l'acte sexuel, évoquée en truculent dialecte cantonais. Pareille inscription dont l'irrévérence doit paraître proprement sacrilège, ne représente pas un cas isolé dans son œuvre.

## Destinée et rumeurs posthumes
De son vivant, Su Renshan jouit tout un temps d'une réelle notoriété: comment concilier ceci avec le mutisme absolu que les sources officielles et les esthètes locaux observent à son égard durant tout le reste du XIXe siècle? Comment se fait-il qu'après sa mort il ne se trouve pas un seul ami, un seul confrère, un seul lettré de sa bourgade pour commémorer sa carrière? Le registre familial de son propre clan ne lui accorde qu'une notice brève et vague. L'historien attitré de la peinture cantonaise (Wang Zhaoyong) refuse délibérément de l'inclure dans une nomenclature qui se veut pourtant exhaustive... Tout ceci peut s'expliquer si, à l'origine, Su Renshan n'est qu'un personnage falot et obscur, et si ses contemporains sont incapables de pleinement apprécier son génie, l'étendue de sa culture et les excentricités de son comportement, tout cela de nature à frapper les esprits.
D'où vient alors un pareil silence? Il semble vraiment que son souvenir soit frappé d'un interdit. Un vide est créé autour de ce pestiféré. Maintenant, le tabou qu'il a enfreint est-il uniquement d'ordre politique? Un dernier type d'explication, d'une nature si scandaleuse que les auteurs pourtant consciencieux refusent à la mentionner fait entrevoir le problème sous un jour encore plus singulier. Entre autres, Su est impliqué soit comme victime, soit comme coupable dans une inavouable affaire de mœurs au sein de sa famille :
- Le père de Su convoite sa bru, et pour s'assurer la voix libre, fait jeter son fils en prison sous l'un des prétextes déjà mentionnés[n 49].
- Su a, soi-disant, des rapports avec sa belle-mère (la seconde épouse de son père). À réfuter absolument, Su ne supporte pas le contact d'une femme et fait désinfecter sa literie après chaque visite de sa femme.
- Su a, soi-disant, des rapports incestueux avec sa sœur. cette rumeur est recueillie par Lee Kwok-wing de la bouche de Liu Xiaoyun, un médecin originaire de Shunde.

Ces trois versions convergent en un sens: un scandale s'est bien produit dans la famille de Su renshan, et malgré tous les efforts pour étouffer l'affaire, donne naissance à ces rumeurs divergentes mais impliquant directement Su, comme étant la "cause initiale" et le conduire en prison.

## Son séjour carcéral
La date de son incarcération fait là encore, l'objet d'hypothèses diverses. Pour Li Tianma l'évènement se situe peu après 1841, lorsqu'il a  vingt-huit ans et qu'il confesse dans son autobiographie, les errements dont il se sent coupable. Cette hypothèse est réfutable puisqu'en 1847 Su se trouve encore à Cangwu et c'est l'inscription du Paysage imité de Li Sixun qui porte la mention dans le Yamen de Shunde, datée de 1849, qui détermine cette date pendant laquelle il se trouve en prison. Il est donc arrêté entre 1848 et 1849.
Il accepte son sort sans un mot de plainte ou de protestation, opposant une totale indifférence à cette dramatique aventure. Il passe ses jours à peindre, d'un cœur paisible, comme si de rien n'a de l'importance. Les geôliers qui apprécient ses peintures, lui fournissent encre, pinceaux et papier. Il peint volontiers pour ses gardiens et dans l'ensemble, son emprisonnement ne semble pas avoir nullement ralenti son activité picturale. Combien de temps séjourne-t-il en prison? Pour Li Fanfu c'est sept à huit ans. Une autre source avance dix ans d'emprisonnement. Su Ruohu dit simplement qu'il reste en prison jusqu'à sa mort. Ces incertitudes de chronologie proviennent de ce que les auteurs n'ont pas consulté les peintures des collections Suma et Jen You-wen, dont les inscriptions démontrent que Su Renshan se trouve bien en prison en 1849, et que son emprisonnement n'a pu intervenir avant 1848.
La date et les circonstances de la mort de Su Renshan sont entourées d'obscurité. Le Registre de Clan Su dit qu'il ne jouit malheureusement que d'une longévité identique à celle de Yan Hui, mort à trente-deux ans. Ce chiffre ne peut être appliqué à Su (dont la dernière peinture datée est exécutée à trente-six ans). Dans l'état actuel de nos connaissances, il n'existe aucune peinture datée après 1849; on suppose donc généralement queSu Renshan est mort soit à la fin de cette année, soit au début de 1850,.

## Légende! Mouton noir ou saint?
Repris par ses crises de plus en plus fréquentes d'épilepsie et manifestant un dérangement mental de plus en plus accentué (incohérence de son inscription de 1849) il meurt en prison, telle est du moins la conclusion à laquelle s'arrête Jen You-wen à la suite de plusieurs autres auteurs. Il faut encore mentionner deux autres traditions (fort confuses) concernant les circonstances de sa mort: Li Qilong, un auteur des dernières années de l'empire, écrit dans son Liuan Suibi: il a une prémonition que son heure est venue, il fait ses ablutions, il s'accroupit en méditation au bord d'un puits, et meurt. Les gens de Shunde montrent encore l'endroit où il est mort.
Il est enseveli, dans un premier temps, à Maning Shan, dit Chen Tieer. Ce dernier ajoute que, quelques années plus tard, au moment de transférer ses restes pour l'ensevelissement définitif, on découvre qu'il a dans la poitrine "un os supplémentaire en forme de ruche". Liu Tao, un lettré local, assimile cette particularité à celle des saints de l'Antiquité auxquels on attribue traditionnellement "un orifice supplémentaire". Ainsi le cycle se trouve bouclé : le rebelle désavoué par les siens, l'énergumène que l'on jette en prison, le mouton noir qui, à sa mort, n'a même pas droit à une tablette dans le temple ancestral, finit par entrer dans la légende, devient vénérable et se retrouve canonisé par la légende ! L'Histoire l'oubliant, le mythe peut s'emparer de lui.

## Épilogue d'une destinée d'exception
Le bilan final de cette étude biographique, dans sa pauvreté même, est éloquent en un sens: quelles traces peut laisser le génie dans la mémoire des hommes, lorsqu'il se développe de façon solitaire, à contre-courant des conventions de son âge? Des paroles et des actes dans lesquels Su Renshan a investi sa pensée et ses passions, presque tout s'est effacé.

## Sa jeunesse
Tant l'autobiographie de Su renshan que certaines anecdotes relatives à son enfance font état de la précocité remarquable de ses talents de peintre. Pour lui, manifestement, la peinture représente d'emblée beaucoup plus que cet élégant passe-temps de la gent lettrée, et elle prend rapidement la forme d'une passion impérieuse et exclusive. Aucun maître ne lui est connu. Il lui a suffi, comme à beaucoup d'autres peintres, de se faire occasionnellement initier par l'un ou l'autre aîné aux procédés fondamentaux de l'encre et du pinceau, et pour le reste il s'est lui-même formé en copiant des modèles anciens et modernes. La copie constitue la principale méthode d'apprentissage. Su ne fait pas exception à cette règle. Ce qu'il importe de déterminer, c'est la nature exacte des divers modèles qu'il consulte.
Si l'on se réfère aux inscriptions de ses peintures, on peut croire de Su a acquis une solide connaissance des chefs-d'œuvre du passé, mais durant son enfance et son adolescence, il n'a guère l'occasion de voir dans sa bourgade natale, que des œuvres d'amateurs locaux de son époque. Plus tard, avec une certaine réputation, il a l'occasion de fréquenter des notables et avoir accès à leurs collections. Ceci ne doit pourtant pas bien l'avancer dans l'appréciation des chefs-d'œuvre classiques, les collections cantonaises sont en effet d'une nature assez particulière. Dans le domaine pictural, il faut attendre le XVIIIe siècle pour voir se constituer les premières grandes collections de la province.
À la base des créations d'un Ike no Taiga par exemple, se trouvent ces manuels xylographiques de la fin des Ming et du début des Qing dont Su Renshan s'inspire lui-même un siècle plus tard. Les analogies frappantes que présente la peinture de Su avec l'œuvre des peintres lettrés japonais, s'expliquent de façon très naturelle par des conditions similaires de formation. Au départ, l'œuvre de Su se montre donc axée sur ces deux pôles: la peinture traditionnelle cantonaise d'un côté et de l'autre, les gravures des livres illustrés.

## Style, technique et influence

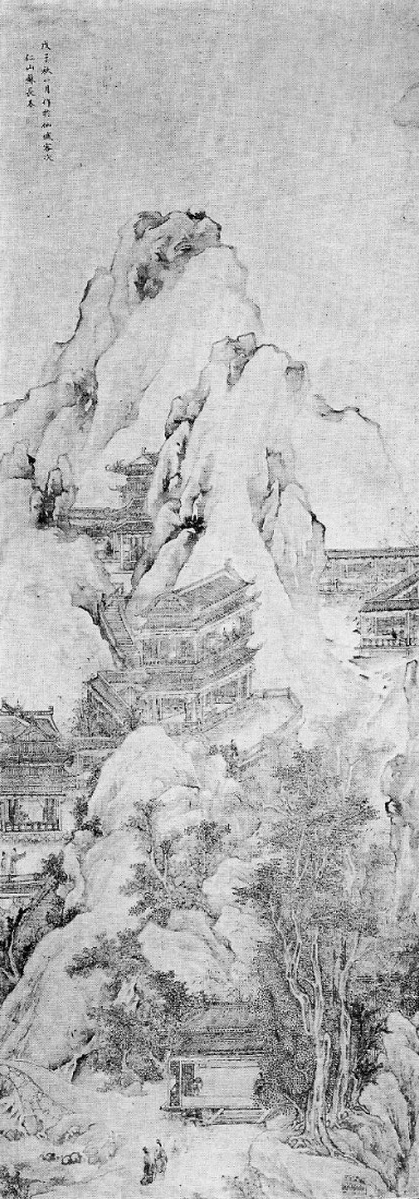
Paysage avec architecture, 1828 par Su Renshan

La peinture cantonaise a peu de part dans le développement ultérieur de son style personnel, mais elle lui fourni l'essentiel de ses premières bases techniques. Ses peintures de jeunesses sont entièrement dans la ligne de l'art local et trahissent une forte influence d'artistes tels que Gao Yan (1616-1687), Xie Lansheng et Li Jian (1747-1799). (Ce dernier est d'ailleurs originaire de Shunde,  et Su a facilement l'occasion de se familiariser avec ses œuvres). Dans cette veine provinciale traditionnelle, consciencieuse et un peu lourde, Su fait preuve d'une maîtrise étonnamment précoce: Paysage avec architectures (inventaire 317, planche 2) exécuté à l'âge de quinze ans, témoigne que tout adolescent encore, il n'a plus grand chose à apprendre de ses aînés locaux.
Diverses peintures datées attestent que, jusqu'à l'âge de vingt-quatre ans au moins, son art continue de se confondre avec la production cantonaise courante. La gravure joue un rôle décisif dans l'élaboration de sa manière originale. Très tôt il s'intéresse aux possibilités plastiques d'une peinture réduite au trait pur où le graphisme se substituerait entièrement aux valeurs tonales du lavis, comme le montre un paysage exécuté à l'âge de quinze-ans (inventaire 2, planche 1). Mais ce n'est que vers l'âge de vingt-sept ans semble-t-il, qu'il commence à développer systématiquement ce type de recherche. L'admirable Paysage sur un poème de Jia Dao (inventaire 164, planche 4, 5, 6) de 1840 est la première œuvre datée marquant l'épanouissement de ce nouveau style déduit de la gravure: à l'exception d'une montagne traitée au lavis, l'ensemble de l'exécution est ramené à une stricte linéarité; les valeurs tonales sont exprimées à l'intérieur de la ligne, par l'alternance de tracés à l'encre grasse avec des tracés à l'encre pâle.
Le même procédé de modulation d'intensité dans le trait substituée au lavis, apparaît dans les Voyageurs, (inventaire 249, planche 42), un autre chef-d'œuvre qui peut être de la même période. Durant l'année 1846, en juin, il exécute sur soie, avec rehauts de couleurs, un paysage d'une élégance classique (inventaire 16, planche 21), et au début de l'automne il peint un paysage monumental en style linéaire (inventaire 17, planche 23), où inversant la relation qui fait traditionnellement de la gravure un substitut de la peinture, il cherche à simuler un effet de burin au moyen du pinceau. Cette dernière formule finit par prévaloir dans sa production, aboutissant à des chefs-d'œuvre complexes et intenses comme les deux monastères (inventaire 165, planche 44-47), et à la perfection austère de l'album de 1849 (inventaire 32-55, planche 54-57).

## Technique dérivée
Dans le domaine des gravures, on peut identifier avec certitude quelques-unes des sources consultées par Su: dans une inscription sur un feuillet d'album, il fait explicitement référence au Manuel de calligraphie et de peinture du studio des dix bambous. A-t-il étudié cet ouvrage, c'est confirmé par certaines de ses peintures: ainsi par exemple tel détail d'un oiseau se baignant constitue un emprunt direct d'une estampe de Hu Zhengyan (1584-1667) (planches, 70-71). Dans le traitement de divers motifs classiques, il suit manifestement les modèles et les méthodes du Jardin du grain de moutarde (planches, 72-73). Une autre source, plus particulière mais non moins certaine, est constituée par les gravures de Shangguan Zhou (1665-1750), Su le désigne comme son modèle dans une inscription de peinture. De façon générale, l'œuvre de  Shangguan Zhou semble avoir fortement influencé la peinture de figures de Su.
Su Renshan dès son jeune âge se montre un liseur passionné. Les exemples des gravures ont pour Su tout à la fois une fonction éducatrice d'initiation à l'univers plastique; une fonction libératrice, en l'aidant par leur ascèse graphique à se dégager des lourdeurs opaques de cette peinture cantonaise dont il se montre si étroitement tributaire dans ses débuts; et enfin une fonction régulatrice, en lui permettant de brider les violences de son tempérament: certaines de ses créations les plus sauvages et les plus frénétiques semblent contemporaines de ses œuvres en style linéaire austère; peut-être est-ce précisément par peur de voir se disloquer l'équilibre de son art et de son esprit dans une déliquescence incontrôlable, qu'il a périodiquement recours à cette discipline graphique inspirée de la gravure, de façon à recouvrer une forme rigoureuse de concentration.

## Art, maîtrise et génie

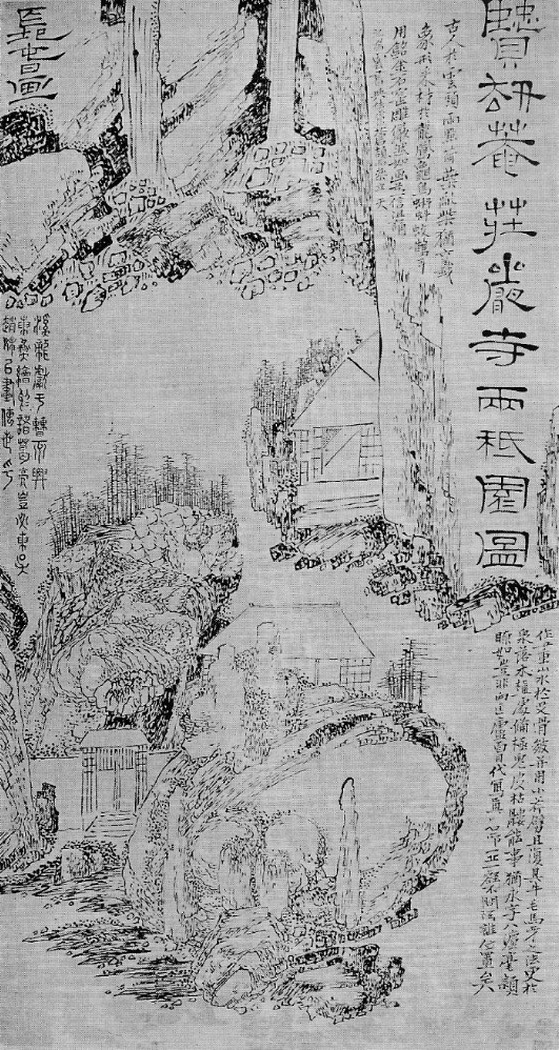
Les deux monastères par Su Renshan 1814-1849

Le mariage de ces deux éléments contradictoires, d'une part les forces de dislocation présentes dans son esprit, et d'autre part la rigueur de ce métier strictement linéaire qu'il s'impose à lui-même, a engendré finalement ses créations les plus parfaites: les Deux monastères (planches 44-47) et les feuillets de l'album de 1849 (planches 54-57), où les impulsions violentes de son génie, au lieu de s'éparpiller dans la véhémence et l'anarchie, se trouvent récupérées de manière active pour assurer la tension intérieure de ces pages presque classiques. Su Renshan accumule une œuvre considérable dans sa courte carrière d'une quinzaine d'années environ: selon une évaluation sérieuse, sa production représente  environ trois à quatre mille peintures.
Ce qui subsiste aujourd'hui de l'œuvre de Su, représente environ que le dixième de sa production. Cette proportion est vraisemblable compte tenu de la négligence avec laquelle les chinois traitent les peintures, des conditions naturelles très défavorables à la conservation des peintures à Guangdong, et du fait que la réputation de Su Renshan n'est encore pas bien reconnue, ou trop entachée d'infamie, pour justifier des soins attentifs. De son vivant, l'art de Su ne passe pas inaperçu auprès des esthètes et lettrés de sa préfecture. Sa fin ignominieuse en prison, sous le coup d'une accusation de lèse-piété filiale, refroidit l'intérêt des honnêtes gens. Certains critiques, de nos jours encore, se montrent incapables de surmonter cet obstacle. À la fin du XIXe siècle, un lettré de Shunde, Su Ruohu (1856-1917) s'intéresse cependant à la vie de Su Renshan. Il trace sur une peinture de ce dernier une longue inscription qui contient d'utiles informations biographiques,,.

## Itinéraire et évolution d'une renommée
Au début de la République, il doit se trouver encore des amateurs de sa peinture. Chen Tieer décrit l'itinéraire suivi par trois œuvres très importantes de Su (dont la paire Figures avec phénix et Figures avec dragons, aujourd'hui dans la collection Jen You-wen) qui sont transmises de père en fils pendant trois générations, dans une branche prospère du clan Su. Le dernier héritier, Su Jianquan, a rapporté ces peintures à Canton. Là, divers connaisseurs lui offrent sans succès des sommes considérables. Par la suite pourtant, ces peintures se trouvent entre les mains d'un médecin, Yang Yaochi, originaire de Shunde. La courbe descendante de cet itinéraire est fort significative. Pour quelques pièces ainsi repêchées par miracle, combien d'autres se sont définitivement égarées, et tombées dans l'oubli.
Finalement, grâce à un diplomate japonais, Suma Yakichiro, consul du Japon dans les années 1920 à Canton, découvre par hasard quelques peintures de Su. C'est le coup de foudre. Il se met aussitôt à acheter toutes les pièces qu'il peut trouver. À l'époque, les peintures de Su sont à des petits prix sur le marché. Il est aisé donc pour ce diplomate, d'acheter des Su Renshan par ballots entiers. Cet engouement original est bien vite connu de tous les démarcheurs et trafiquants d'art de Canton. Ainsi Suma se trouve possesseur d'une impressionnante collection d'œuvres de Su, dont quelques-unes sont supérieures. L'action de Suma est bénéfique pour le destin de l'œuvre de Su Renshan.
Cet intérêt soudain manifesté par un diplomate étranger pour un obscur peintre de leur province, éveille l'attention, puis l'esprit d'émulation d'un certain nombre de lettrés cantonais. Au premier rang, Jen You-wen, une personnalité politique et culturelle très en vue, qui par la suite, emploie une bonne partie de sa science, de son prestige social et de sa fortune à faire connaître l'histoire de Guangdong et se met à son tour à collectionner les œuvres de Su. son entreprise bien que plus tardive que celle de Suma, connaît un succès plus remarquable encore. Ses acquisitions commencées au début des années 1930 à Canton, se poursuivent à Hong Kong Jusqu'en 1950. La collection ainsi édifiée est non seulement la plus importante par la quantité, mais aussi la plus égale en qualité.

## Émergence d'une notoriété attendue
La première présentation d'œuvres de Su a lieu à Hong Kong en 1940 (22-26 février) dans les salles du musée Feng Pingshan. L'exposition qui connait un grand succès, inclut des œuvres de Su, appartenant pour la plupart à la collection de Jen You-wen. Pour l'ensemble de la critique, le choix de ces œuvres, jusqu'alors mal connues, apparaît comme une révélation majeure. L'exposition est suivie de la publication d'un gros ouvrage (3 vol. vol., Hong Kong 1941). La peinture s'y trouve en bonne place et Su Renshan en particulier fait l'objet de plusieurs analyses. Cette première redécouverte de la peinture de Su suscite une série d'articles dans la presse de Hong Kong. Huit ans plus tard (28 mai 1948), une exposition entièrement consacrée à Su a lieu à la maison de la culture cantonaise.
Cette exposition, organisée par le comité des biens culturels du Guangdong comporte 120 peintures, provenant toutes de la collection Jen You-wen. Cette révélation encore plus spectaculaire et complète donne lieu à une nouvelle série d'articles et d'études biographiques et critiques sur Su Renshan dans divers journaux et revues de Canton et de Hong Kong. En même temps, un certain nombre d'esthètes et de collectionneurs cantonais se mettent à rassembler les œuvres de Su : Li Fanfu, Huang Miaozi, Lee Kwok-wing, Huang Banruo. Pour ce qui est du grand public, par deux fois malheureusement, son attention se trouve détournée par les bouleversements historiques qui surviennent après chacune des deux expositions : l'occupation japonaise d'abord, l'établissement du nouveau régime de Chine populaire ensuite.
Après la libération, sans parti-pris mais par ignorance, rien n'est fait en Chine pour Su Renshan. Le plus grand nombre de ses œuvres et la plupart des spécialistes informés sur son art, ont quitté la Chine. En 1948, Huang Miaozi s'apprête à publier à Shanghai un recueil de toutes les peintures de Su qu'il a réussi à rassembler. Cet ouvrage n'a toujours pas vu le jour. En 1958 à Pékin, deux peintures de Su sont incluses dans une grande exposition sur le thème "Cent dernières années de peinture chinoise". Le musée de Canton possède un certain nombre de ses peintures offertes par Li Fanfu. Cinq de ces peintures sont publiées dans un luxueux volume consacré à la peinture cantonaise, une sixième est reproduite dans une pochette de cartes-postales, publiée à Pékin en 1965.
Les milieux de gauche à Hong Kong organisent en 1959 une exposition de peintures et calligraphies cantonaises, dont deux peintures de Su, puis sous le patronage de la Chine populaire, la chambre de commerce chinoise de Hong Kong expose en 1961 un choix des chefs-d'œuvre du musée de Canton comportant six Su Renshan. Les efforts consacrés pour la connaissance de Su sont finalement minces. Cette négligence est d'autant plus regrettable et surprenante que, dans ce cas-ci, pour une fois, il eut été possible de présenter un peintre de l'ancien régime sous les traits d'un rebelle, sans faire violence à la vérité historique.
À Hong Kong, un nouvel et important jalon dans la connaissance de Su Renshan est posé en août-septembre 1966 par l'exposition de 65 de ses œuvres au Hong Kong City Hall Museum, et par la publication de la monographie de Lee Kwok-wing. Enfin l'étude de Jen You-wen (qui est sous presse au moment où sont écrites ces lignes) suivie, on l'espère, d'une exposition d'une centaine de pièces de sa collection, devant achever d'installer Su Renshan à la place qui lui est due.

## Bilan critique de son art
Les esthètes traditionnels, dans la mesure où ils connaissent sa peinture, ne désarme pas à son égard, et leurs réticences ne sont pas toujours dépourvues de justification. Simultanément la ferveur de certains de ses admirateurs se nourrit parfois de raisons étrangères à l'art, telle que la simple spéculation commerciale. Chez le critique chinois, à l'opposé de son homologue occidental, les exigences doriginalité (c'est-à-dire: invention de forme) sont réduites et secondaires; à leur place se manifeste une exigence qui relève de l'ordre plus subtil de l'expressivité; c'est-à-dire que l'œuvre d'art est envisagée moins sous l'angle de la création que sous celui de l'interprétation (pour prendre une comparaison musicale, la démarche du peintre chinois s'identifie non à celle du compositeur, mais plutôt à celle de l'exécutant).
À la lumière de ces quelques données sommaires sur l'esthétique picturale chinoise, on comprend mieux pourquoi l'œuvre de Su Renshan peut heurter ou décevoir les connaisseurs classiques. Une œuvre typique comme le Torrent par exemple (inventaire 103, planche 39), l'une des pièces propres à frapper l'admiration d'un critique occidental; soumise à plusieurs esthètes  chinois, on enregistre des réactions de réticence très caractéristiques dans leur unanimité. Ces jugements défavorables ne doivent pas être écartés sous prétexte qu'ils émanent d'académiciens rancis; venant au contraire d'hommes sensibles et informés au sein d'un système esthétique donné, ils peuvent aider à mieux comprendre la nature de ce système, et en même temps permettre de voir plus clairement dans quelle mesure Su  réussit à s'y soustraire et à le dépasser.
Dans cette peinture, ce qui frappe d'abord c'est l'absence de l'encre et une certaine maladresse du pinceau, défauts qui condamnent l'œuvre à rester dépourvue de cette vertu de "consonance" sans quoi il n'est point de peinture véritable. Ici, "absence d'encre" signifie que l'auteur renonce à cet élément liquide du lavis, faisant reposer toute l'œuvre sur la seule architecture du pinceau. La nécessité de traduire en termes de burin des formes créées par le moyen du pinceau, répond chez Su à un parti-pris esthétique qui comporte des implications révolutionnaires. Inversant la relation traditionnelle qui fait de la peinture un humble substitut de la peinture, et cherchant à simuler au pinceau des effets de burin, Su soumet la fonction consacrée du pinceau à une distorsion que l'on peut presque qualifier de sacrilège,. 
Délesté de sa vertu mystique de "résonance" et de son rôle privilégié d'interprète du souffle cosmique, le pinceau se trouve en quelque sorte "sécularisé": dans une œuvre comme le Torrent, la peinture n'est plus le lieu et le moyen d'une communion avec le monde, elle devient son propre objet: une construction graphique, une invention formelle, une création plastique. C'est là que réside le génie de Su Renshan. Il apparaît en vérité comme le seul peintre "moderne" que connait la Chine du XIXe siècle, un peintre d'une modernité si audacieuse, que les grands peintres chinois du XXe siècle, dont certains lui sont techniquement supérieurs, font par comparaison figure de rétrograde. Il ne s'agit pas d'opposer qualitativement une certaine conception de la peinture propre à l'Occident moderne, dont Su semble se montrer intuitivement très proche, à la conception traditionnelle élaborée par la civilisation chinoise classique, ce qui est à souligner, c'est l'accomplissement exceptionnel d'un artiste capable de dépasser les données que lui impose sa culture, son milieu et son époque pour fonder une œuvre qui ne soit plus comptable des critères traditionnels. Moins habile peut-être que beaucoup de praticiens mieux formés et mieux informés que lui, ce "primitif d'un art nouveau" n'aurait eu que faire de leurs habiletés.

## Su Renshan dans l'histoire de laChine
Su Renshan reste sans postérité spirituelle. Sa destinée trop brève, écoulée dans l'obscurité provinciale et terminée dans l'ignominie, ne peut lui laisser l'occasion de susciter des disciples. L'isolement et l'incompréhension dont il souffre durant sa vie, continuent malgré un certain succès local de curiosité, à entourer son œuvre après sa mort. Les circonstances historiques ne se prêtent du reste pas à la diffusion de son art. Peu après sa disparition, la Chine méridionale tout entière devient le théâtre de l'insurrection Taiping. En regard de cette vaste crise, que peut peser dans l'intérêt du public lettré ces quelques peintures abandonnées aux mains négligentes d'héritiers ignorants?
Ce qui en subsiste se trouve regroupé entre les mains de quelques collectionneurs. C'est heureux pour sa survie mais beaucoup moins pour sa divulgation. Qu'est devenue la collection Suma? on ignore s'il possède encore ces peintures. L'agression japonaise puis l'occupation de Hong Kong en 1940, est néfaste à l'exposition de la collection Jen You-wen, ainsi que l'exposition de 1948 consacrée à 120 Su Renshan de cette même collection qui ne dure qu'un seul jour; en ce moment le pays est à la veille du changement de régime. Finalement cette collection est transportée à Hong Kong avant l'arrivée des communistes à Canton, pour en faciliter leur  transport, et réduire leur volume, la plupart des peintures sont amputées de la partie inférieure de leur montage. Elles ne sont plus présentables dans cette condition, et elles moisissent dans deux vieilles malles.
L'exposition des pièces des collections Lee Kwok-wing et Robert E. Tow au musée du City Hall à Hong Kong en 1965 vient heureusement réveiller l'intérêt du public. Il se trouve toujours un petit nombre de critiques et d'artistes pour prendre avec feu la défense de Su Renshan. Les circonstances historiques, l'impossibilité matérielle de prendre un aperçu relativement complet de son œuvre, ne leur permettent pas de convertir cet enthousiasme en une connaissance plus systématique.

## Su Renshan et ses imitateurs
Zheng Chang, un peintre cantonais maintenant totalement oublié, fait écho à l'œuvre de Su. C'est peut-être dans un but intéressé et inavouable puisque paraît-il, il en crée des faux.Pour s'en persuader il suffit de regarder le Paysage de la collection Lee Kwok-wing (planche 77). Il est redoutablement qualifié, et le Paysage reproduit ici peut servir d'utile avertissement dans l'entreprise d'authentification de certains Su Renshan. Un autre artiste de Hong Kong, He Jianshi, se spécialise lui aussi dans ce genre de travail. Nulle monographie sur un peintre chinois ne peut être complète sans inclure une étude sur ces problèmes de faux. Pour les artistes renommés, il arrive parfois que les faux, excèdent par le nombre les œuvres authentiques, et dans certains cas, ce lierre finit par masquer la forme véritable de l'arbre dont il se nourrit. Pour ce qui est de Su Renshan, sa relative obscurité le préserve d'un pareil sort; pourtant, comme on le voit dans l'inventaire, la proportion d'œuvres douteuses, voire de faux démontrés, n'est finalement pas négligeable. De manière générale, ces faux sont de fabrication plutôt récente. Ils sont mieux conservés et plus propres, n'ayant pas subi les sévices du temps et d'une mauvaise conservation. Il est maintenant plus aisé de démasquer les imitations, par rapport aux amateurs de l'époque qui ne disposaient pas des moyens actuels de détection. Ceci est particulièrement vrai de la collection Suma qui contient quelques-uns de faux des plus absurdes incluant un Su Renshan daté de ... 1865.!

## Les faux Su Renshan

### Classement catégoriel
- I-Quelconques peintures cantonaises anonymes, généralement de basse qualité et sans aucune relation stylistique avec l'œuvre de Su sur lesquelles on se contente d'ajouter une inscription, une signature et un sceau du peintre. (Exemples : Inventaire 56, 57, 215, 227, 323 etc. ; voir également planche 84). Ceci constitue évidemment la variété de faux la moins intéressante et la plus grossière
- II- Improvisations "dans le style" de Su Renshan (ou dans ce que le faussaire croit être le style du peintre). Le faussaire travaille de mémoire, de façon libre et approximative, sans avoir un modèle précis sous les yeux. Il s'agit en général de peintures de figures (on ne sait pas que Su est aussi un peintre de paysages. Cet aspect, le plus remarquable peut-être, reste largement inconnu du public ; aussi, c'est dans ce domaine que les faux sont rares). Le faussaire renchérit encore sur la crudité et le caractère de violence fruste que l'on lui prête de façon à masquer l'incertitude de son pinceau. Ce phénomène  de grossissement est d'ailleurs caractéristique de tous les faux en général, qui se veulent plus typiques que les originaux, le faussaire ne retenant du maître que quelques singularités, aisément reconnaissables, sur lesquelles il appuie sans nuance. C'est ce genre de faux qui nuit le plus à Su Renshan, le faisant passer pour un artiste incapable de mesure et de subtilité. (Exemples: inventaire 62, 264, 288, 328, 332, etc.)[51].
- III- Copies fidèles : le faussaire s'applique à reproduire un modèle qu'il a sous les yeux, sans y apporter aucune modification. Ce type de faux n'est pas sans valeur ; il peut dans certains cas renseigner sur la composition d'un original perdu, et préserver le contenu de certaines inscriptions. Il requiert de la part du faussaire une réelle compétence artistique. Pour certaines pièces, il y a maintenant la possibilité de confronter l'original et la copie : seule la qualité du métier permet de les différencier sans qu'il soit toujours possible de le faire : il y a alors un problème de double.
- IV- Le problème des doubles : un certain nombre de Su Renshan existent en deux exemplaires. Trois possibilités à envisager :
  - A: L'un est l'autre sont authentiques ; il arrive parfois qu'un peintre, satisfait d'une de ses compositions, se plait à la répéter plusieurs fois (cas fréquent dans la peinture chinoise). Les planches 103-104 peuvent appartenir à cette catégorie.
  - B: L'un des deux est faux. Voir par exemple les planches 105-106: si Su peint deux fois le même éventail pour deux personnes différentes, il est exclu qu'il peigne deux fois le même éventail pour la même personne. Les deux pièces paraissant de facture identique (assez médiocre d'ailleurs), il est possible de les départager sous le rapport de l'authenticité[52].
  - C: L'un et l'autre paraissent faux, tous deux présentent une égale médiocrité (exemple planches 95, 96, 97, 98). Dans pareil cas, il peut s'agir de reproductions faites en série à partir d'un original perdu (selon catégorie 5, ci-dessous).
- V- Faux industriels : catégorie particulièrement méprisable, car entièrement dépourvue d'esprit : le faussaire reproduit en série une même pièce à un nombre x d'exemplaires. (exemple planche 80, 83, 85, 90). Pour augmenter son rendement, le faussaire fige l'original en une formule raide et durcie qui se prête à une multiplication rapide. La formule laisse place à certaines variantes mécaniques, telle que l'inversion systématique de la composition (planche 92, 93, 94) ou encore l'insertion dans une composition plus complexe d'un des éléments empruntés (planche 90).

Pour débrouiller ce problème, les sceaux sont d'un appoint assez ambigu. Su n'apposait pas toujours de sceaux sur ses peintures. Comme une peinture sans sceau perd de sa valeur, les marchands sont souvent tentés  d'ajouter des sceaux falsifiés sur des peintures même authentiques. Ainsi, la présence d'un sceau falsifié ne peut suffire à  elle seule pour infirmer l'authenticité d'un Su Renshan. Dans son cas, l'absence d'un sceau, doit plutôt rassurer.

## Musées
- Canton
- Hong Kong (Musée de l'Hôtel de Ville).
- Macao (Musée Camoens).